# Trận Tương Dương (191)
Trận Tương Dương (chữ Hán: 襄陽之戰; Tương Dương chi chiến) là cuộc chiến giữa 2 quân phiệt Lưu Biểu và Tôn Kiên thời Tam Quốc trong lịch sử Trung Quốc.

## Hoàn cảnh
Năm 190, các chư hầu do Viên Thiệu cầm đầu phát động chiến tranh chống quyền thần Đổng Trác với danh nghĩa cứu nhà Hán. Thái thú Trường Sa (thuộc Kinh châu) là Tôn Kiên hưởng ứng Viên Thiệu, mang quân giết chết Thứ sử Kinh châu là Vương Duệ. Đổng Trác liền cử tông thất Lưu Biểu đến trấn nhậm Kinh châu thay Vương Duệ.
Sau đó Tôn Kiên đã đánh chiếm thủ phủ Kinh châu là Nam Dương, nên Lưu Biểu không thể đến đó mà phải đến Tương Dương (thuộc Nam quận) đóng trị sở. Tôn Kiên bàn giao Nam Dương cho Viên Thuật (em Viên Thiệu, cùng tham gia liên minh đánh Đổng Trác) và tiếp tục tiến quân, đánh bại quân chủ lực của Đổng Trác, tiến vào Lạc Dương. Đổng Trác phải mang Hán Hiến Đế chạy về Trường An. Nhưng từ lúc này chư hầu chia rẽ và tan rã, quay sang đánh lẫn nhau. Anh em Viên Thiệu và Viên Thuật trở mặt; Lưu Biểu ngả theo Viên Thiệu, Tôn Kiên ngả theo Viên Thuật.
Khi Viên Thuật tiến cử Tôn Kiên làm thứ sử Dự châu, đi đánh Đổng Trác thì Viên Thiệu lại cho người phe mình là Chu Ngang làm thứ sử Dự châu (chiếm chức vị của Tôn Kiên) và đánh vào căn cứ của Kiên tại Dương Thành. Tôn Kiên tức giận mang quân trở về đánh Chu Ngang. Ngang thua trận bỏ chạy.
Lưu Biểu làm thứ sử Kinh châu giáp địa bàn với Viên Thuật. Năm 191, Viên Thuật lại sai Tôn Kiên mang quân đánh Lưu Biểu. Xung đột giữa hai bên bùng nổ.

## Diễn biến
Quân Tôn Kiên từ Dự châu kéo tới Tương Dương. Lưu Biểu sai Hoàng Tổ mang quân ra địch. Hoàng Tổ mang quân sang sông Hán Thủy, đóng ở đất Phàn, đất Đặng đón đánh Tôn Kiên.
Tôn Kiên giao tranh đánh bại Hoàng Tổ. Hoàng Tổ phải vượt sông bỏ chạy, rút về thành Tương Dương cùng Lưu Biểu. Tôn Kiên sang sông đuổi theo, bao vây thành Tương Dương (thuộc Nam Quận). Lưu Biểu và Hoàng Tổ đóng cửa thành cố thủ.
Ban đêm, Hoàng Tổ theo lệnh của Lưu Biểu, bí mật ra khỏi thành thu thập quân sĩ chạy tản mát. Hoàng Tổ thu thập được một số quân, quay trở lại thành thì đụng độ với Tôn Kiên. Hai bên giao tranh một trận nữa, Hoàng Tổ lại bị Tôn Kiên đánh bại một lần nữa, phải dẫn quân bỏ chạy. Tôn Kiên mang quân đuổi theo.
Khi Hoàng Tổ chạy đến Hiệp Sơn thì Tôn Kiên đuổi kịp. Hoàng Tổ rút quân vào trú trong rừng trúc, đợi Tôn Kiên đuổi lại gần, bèn lệnh bắn ra. Bộ tướng của Hoàng Tổ nấp trong rừng trúc bắn tên trúng Tôn Kiên. Tôn Kiên vì vết thương do tên bắn mà tử trận.
Sách Anh hùng ký chép cái chết của Tôn Kiên hơi khác, theo đó người giết chết Kiên là Lã Công chứ không phải Hoàng Tổ: Tướng của Lưu Biểu là Lã Công đem quân men núi đến chỗ Tôn Kiên. Tôn Kiên đem kinh kị theo núi đánh Lã Công. Quân Lã Công ném đá xuống, trúng đầu Tôn Kiên, não lồi ra mà chết.

## Hậu quả và ý nghĩa
Cái chết của Tôn Kiên khiến lực lượng quân phiệt này mất chủ tướng, suy yếu hẳn. Cháu Tôn Kiên là Tôn Bí đứng ra thống lĩnh các thuộc hạ của Tôn Kiên, chạy về Nam Dương theo Viên Thuật. Viên Thuật thôn tính hết thuộc hạ của Tôn Kiên. Con Tôn Kiên là Tôn Sách phải mang gia quyến đi lánh nạn và bản thân cũng phải đến nương nhờ Viên Thuật.
Lưu Biểu từ chỗ yếu thế, phải chống trả và phòng thủ, nhờ giết được Tôn Kiên đã bớt được mối uy hiếp lớn từ phía bắc. Viên Thuật vốn dựa vào Tôn Kiên, nghe tin Tôn Kiên chết, Thuật bị cô thế không dám xâm phạm tới vùng lãnh địa của Lưu Biểu nữa mà bỏ chạy về phía đông tới Dương châu. Hoàng Tổ lập công trong trận này, được cử sang quận Giang Hạ giữ chức Thái thú.
Sau đó quyền thần Lý Thôi ở Trường An (thay Đổng Trác chết năm 192) muốn liên kết với Lưu Biểu bèn phong ông làm Trấn nam tướng quân, Kinh châu mục, Thành Vũ hầu. Với chức Châu mục, Lưu Biểu được thừa nhận thực quyền lớn ở địa phương, không chỉ có vai trò trưởng quan trong châu nặng về danh nghĩa như chức Thứ sử trước đây. Chiến thắng Tương Dương khiến Lưu Biểu không những loại trừ được 2 quân phiệt mạnh đe dọa phía bắc, mở rộng (hay chính xác là thu hồi) địa bàn quận Nam Dương mà còn giúp ông nâng cao được địa vị.

## TrongTam Quốc diễn nghĩa
Trận Tương Dương trong tiểu thuyết Tam Quốc diễn nghĩa của La Quán Trung được hư cấu do một nguyên nhân khác. Tôn Kiên đi đánh Lưu Biểu không phải vì theo lệnh của Viên Thuật mà vì báo thù riêng với Lưu Biểu.
Trước đó, khi tiến vào Lạc Dương, Tôn Kiên bắt được ngọc tỷ truyền quốc nên có ý đồ làm hoàng đế, tự ý rút khỏi liên minh đánh Đổng Trác, về căn cứ lập nghiệp riêng. Viên Thiệu phát hiện Tôn Kiên có ngọc tỷ bèn viết thư cho Lưu Biểu, sai chặn đường Tôn Kiên. Lưu Biểu nghe lời Viên Thiệu bèn mang quân chặn đường. Hai bên xô xát một trận, Tôn Kiên tuy đánh lui được Lưu Biểu để thoát thân nhưng từ đó rất căm thù Lưu Biểu.
Vì vậy, Tôn Kiên quyết tâm báo thù, tự khởi binh đi đánh. Lưu Biểu thua trận co về thành cố thủ. La Quán Trung hư cấu việc Tôn Sách bắt sống được Hoàng Tổ; Tôn Kiên cầm quân vây Lưu Biểu. Đoạn kết về cái chết của Tôn Kiên được La Quán Trung dựa theo Anh hùng ký: Lưu Biểu viết thư sai Lã Công đi cầu viện Viên Thiệu. Lã Công theo kế của mưu sĩ Khoái Lương, ra khỏi thành chạy lên núi lấy cung tên và đá mai phục. Tôn Kiên tự mình dẫn ít binh lĩnh vội vàng đuổi theo lên núi, bị Lã Công cho quân lăn đá xuống. Tôn Kiên bị đá rơi trúng đầu, vỡ óc và chết. Tôn Sách mang Hoàng Tổ đổi lấy xác ông về chôn cất.